# سایبریا: جهان قبل
سایبریا: جهان قبل (به انگلیسی: Syberia: The World Before) یک بازی ویدئویی در سبک ماجراجویی گرافیکی است که توسط مایکرویدس در ۱۸ مارس ۲۰۲۲ برای سیستم‌عامل مایکروسافت ویندوز از طریق استیم، گاگ.کام، و فروشگاه اپیک گیمز منتشر شد. نسخهٔ کنسول‌های پلی‌استیشن ۵ و ایکس‌باکس سری اکس/اس در ۱۵ نوامبر ۲۰۲۲ عرضه شدند، در حالی که نسخهٔ سازگار شده این عنوان نیز برای کنسول‌های پلی‌استیشن ۴، ایکس‌باکس وان، و نینتندو سوئیچ برای عرضه در سال ۲۰۲۳ برنامه‌ریزی شده‌است.

## داستان
وقایع بازی در دو بازهٔ زمانی متفاوت روایت می‌شود. وان ۱۹۳۷: دانا رز دختری ۱۷ ساله است، که در حال آغاز یک حرفهٔ درخشان برای تبدیل شدن به یک نوازنده پیانو است. با این حال، آیندهٔ دانا مورد تهدید گروهی فاشیستی به نام براون شدو قرار گرفت، که مثل سایه‌ای در آغاز جنگ جهانی دوم بر فراز اروپا گسترده شده بود. تایگا، ۲۰۰۴: کیت واکر در تلاش برای زنده‌ماندن در معدن نمکی است که در آن زندانی شده، تا زمانی که یک اتفاق غم‌انگیز او را برای یک ماجراجویی جدید در جستجوی هویتش سوق می‌دهد.